# بوتاقورا
بوتاقورا هي بلدة في مقاطعة أنديجان في ولاية أنديجان في أوزبكستان.